# Kuwait nos Jogos Olímpicos de Verão de 1984
O Kuwait participou dos Jogos Olímpicos de Verão de 1984 em Los Angeles, Estados Unidos.

## Resultados por Evento

### Natação
100m livre masculino
- Khaled Al-Assaf
  - Eliminatória — 56.91 (→ não avançou, 59º lugar)

100m peito masculino
- Ahmad Al-Hahdoud
  - Eliminatória — 1:13.01 (→ não avançou, 47º lugar)

- Isaac Atish Wa-El
  - Eliminatória — 1:16.51 (→ não avançou, 49º lugar)

200m peito masculino
- Ahmad Al-Hahdoud
  - Eliminatória — 2:37.63 (→ não avançou, 41º lugar)

100m borboleta masculino
- Faisal Marzouk
  - Eliminatória — 1:02.00 (→ não avançou, 43º lugar)

- Adel Al-Ghaith
  - Eliminatória — 1:04.62 (→ não avançou, 47º lugar)

### Saltos ornamentais
Trampolim de 3 metros masculino
- Abdulla Abuqrais
  - Primeira Eliminatória — 312.24 (→ não avançou, 29º lugar)

- Majed Altaqi
  - Primeira Eliminatória — 299.16 (→ não avançou, 30º lugar)